# Busturialdea
Die Comarca Busturialdea ist eine der sieben Comarcas in der Provinz Bizkaia.
Die im Nordosten der Provinz gelegene Comarca umfasst 20 Gemeinden auf einer Fläche von 282,45 km².

## Gemeinden
| Gemeinde             | Einwohner (2024) | Fläche km² | Dichte Einw./km² | Cod INE | Postleitzahl |
| -------------------- | ---------------- | ---------- | ---------------- | ------- | ------------ |
| Ajangiz              | 475              | 7,35       | 65               | 48911   | 48320        |
| Arratzu              | 414              | 10,34      | 40               | 48914   | 48383        |
| Bermeo               | 17.042           | 34,12      | 499              | 48017   | 48370        |
| Busturia             | 1.656            | 19,63      | 84               | 48021   | 48350        |
| Ea                   | 842              | 14,17      | 59               | 48028   | 48287        |
| Elantxobe            | 349              | 1,85       | 189              | 48031   | 48310        |
| Ereño                | 272              | 10,67      | 25               | 48033   | 48313        |
| Errigoiti            | 511              | 16,42      | 31               | 48079   | 48309        |
| Forua                | 949              | 7,94       | 120              | 48906   | 48393        |
| Gautegiz Arteaga     | 878              | 13,57      | 65               | 48041   | 48314        |
| Gernika              | 17.033           | 8,47       | 2.011            | 48046   | 48300        |
| Ibarrangelu          | 680              | 15,56      | 44               | 48048   | 48311        |
| Kortezubi            | 444              | 11,91      | 37               | 48907   | 48315        |
| Mendata              | 380              | 22,39      | 17               | 48062   | 48382        |
| Morga                | 412              | 14,43      | 29               | 48066   | 48115        |
| Mundaka              | 1.828            | 4,15       | 440              | 48068   | 48360        |
| Murueta              | 322              | 5,45       | 59               | 48908   | 48394        |
| Muxika               | 1.545            | 49,98      | 31               | 48067   | 48392        |
| Nabarniz             | 274              | 11,75      | 23               | 48909   | 48312        |
| Sukarrieta           | 353              | 2,30       | 153              | 48076   | 48395        |
| Comarca Busturialdea | 46.659           | 282,45     | 165              | –       | –            |